# Satadra atrax
Satadra atrax är en fjärilsart som beskrevs av William Chapman Hewitson 1862. Satadra atrax ingår i släktet Satadra och familjen juvelvingar. Inga underarter finns listade.